# كاو هايتشينغ
كاو هايتشينغ (بالصينية: 曹海清) (28 سبتمبر 1993 بووهان في الصين - ) هو لاعب كرة قدم صيني في مركز الدفاع. لعب مع جيجيانغ غرينتاون وWenzhou Provenza F.C. ‏.

## روابط خارجية
- كاو هايتشينغ على موقع قاعدة بيانات كرة القدم.إي يو (الإنجليزية)
- كاو هايتشينغ على موقع Soccerway.com (الإنجليزية)
- كاو هايتشينغ على موقع اللجنة الأولمبية الصينية (الإنجليزية)